# 이정민 (배우)
이정민(1977년 ~ )은 1998년 제42회 미스코리아 미(美)이자 대한민국의 미스코리아이다.

## 프로필
- 출생 : 1977년
- 신체 : 176cm, 54kg, 32-25-36
- 학력 : 주성전문대학 여가문화학과
- 취미 : 영화감상
- 특기 : 에어로빅
- 수상 : 1998년 미스코리아 미(美), 1998년 미스코리아 충북 미(美)